# AirNow
AirNow (mã ICAO = RLR) là hãng hàng không vận chuyển hàng hóa của Hoa Kỳ, trụ sở ở Bennington, Vermont. Hãng có các tuyến đường thường xuyên cũng như các chuyến chở hàng thuê bao khắp vùng đông bắc Hoa Kỳ. Căn cứ chính của hãng ở Sân bay William H. Morse State tại Bennington.

## Lịch sử
AirNow được thành lập và bắt đầu hoạt động từ năm 1957 dưới tên cũ Business Air.

## Đội máy bay
(Tháng 4/2008):
- 11 Embraer EMB-110P1 Bandeirante
- 1 Embraer EMB-110P2 Bandeirante
- 5 Cessna Caravan 675[2]